# 12380 Sciascia
12380 Sciascia (1994 PB14) là một tiểu hành tinh vành đai chính được phát hiện ngày 10 tháng 8 năm 1994 bởi E. W. Elst ở Đài thiên văn Nam Âu. Nó được đặt theo tên Sicilian writer Leonardo Sciascia.